# Alquife
Alquife és un municipi andalús de la província de Granada que es troba en la comarca de Guadix. Limita amb els municipis de La Calahorra, Aldeire, Lanteira, Valle del Zalabí i Jerez del Marquesado